# Carrhotus affinis
Carrhotus affinis là một loài nhện trong họ Salticidae.
Loài này thuộc chi Carrhotus. Carrhotus affinis được Lodovico di Caporiacco miêu tả năm 1934.